# 西隅村
西隅村（にしずみむら）は、島根県那賀郡にあった村。現在の浜田市の一部にあたる。

## 地理
- 河川：三隅川[1]、鹿子谷川[1]、田原川[2]、矢原川[3]

## 歴史
- 1889年（明治22年）4月1日、町村制の施行により、那賀郡矢原村、向野田村、河内村（一部、字井河を除く）が合併して村制施行し、西隅村が発足[4][5]。
- 1927年（昭和2年）4月1日 - 那賀郡三隅村と合併し三隅町を新設して廃止された[4][5]。